# Mișcarea Națională Fascistă
Mișcarea Națională Fascistă (MNF) a fost o mișcare politică fondată în anul 1923, prin fuziunea a 2 mișcări fasciste: Fascia Națională Română și Mișcarea Națională Fascistă Italo-Română. Această mișcare nu a avut succes, fiind eclipsată de Mișcarea legionară.